# 1984 (книга)
 Тази статия е за романа.  За годината вижте 1984.
1984 (на английски: Nineteen Eighty-Four) е антиутопичен политически роман, написан от британския писател Джордж Оруел през 1948 г. като противопоставяне на тоталитаризма. Книгата е публикувана за първи път на 8 юни 1949 г. в Лондон. Името на романа в оригинал е „Хиляда деветстотин осемдесет и четвърта“ (Nineteen Eighty-Four). Романът е ситуиран в Първа писта (Airstrip One), част от супер държавата Океания, в която тече вечна война, има вездесъщ държавен контрол и публична манипулация. Супер държавата е под диктатурата на политически режим, наречен „английски социализъм“, съкратен до „ангсоц“ на новговор – език, създаден от правителството. Супердържавата е под контрола на привилегирования елит на Вътрешната партия, която преследва индивидуализма и независимото мислене като „мисловна престъпност“, преследвана от Полицията на мисълта. Романът е дистопична научна фантастика. Много от темите и концепциите от книгата са останали като нарицателни в културата, например идеята за новговор, Стая 101 и Големия брат. Популяризира се прилагателното „оруелов“, което описва официалната измама, тайното наблюдение и манипулацията. През 2005 г. романът е избран от списание Тайм за един от 100-те най-добри романи на английски език от 1923 г. до 2005 г. В класацията от 1998 г. на Modern Library на 100-те най-добри романи той достига 13-о място по редакторска преценка и 6-о по мнение на читателите През 2003, е класиран на 8-о място в анкетата на Би Би Си The Big Read..

## История
Джордж Оруел пише своя роман, провокиран от разделянето на света на „Зони на влияние“, определени на Техеранската конференция. Пише романа в продължение на три години, като живее предимно на шотландския остров Джура, вече тежко болен от туберкулоза. На 4 декември 1948 г. той изпраща финалния ръкопис и на 8 юни 1949 г. романът е публикуван. До 1989 г. книгата е преведена на шестдесет и пет езика, повече от всеки друг роман на английски език по това време. Измисленият от Оруел език новговор осмива лицемерието и укриването на истината от страна на държавата:
- „Министерството на любовта“ всъщност ръководи изтезанията и промиването на мозъци;
- „Министерството на изобилието“ наблюдава недостига и купонната система;
- „Министерството на мира“ ръководи войната и пропагандира жестокостта;
- „Министерството на истината“ ръководи пропагандата и историческия ревизионизъм.

Едно от ранните заглавия на романа е „Последният човек в Европа“ (на английски: The last man in Europe), но в писмо от 22 октомври 1948 г. до издателя си Фредерик Уорбърг, писано осем месеца преди публикуването, Оруел пише за колебанието си между него и „Хиляда деветстотин осемдесет и четвърта“. Издателят препоръчва по-комерсиално заглавие. Много по-късно в романа си „1985 г.“ (1978 г.) Антъни Бърджес предполага, че Оруел, разочарован от началото на Студената война (1945 – 1991 г.), е възнамерявал да кръсти книгата „1948“. Уводът на „Penguin Books Modern Classics“ съобщава, че Оруел първоначално залага действието на романа през 1980 г., но по-късно измества датата на 1982 г., а след това на 1984.
Крайното заглавие също е пермутация на 1948 г., годината на завършване. През цялата си история, книгата е била обект на спорове, точно както други антиутопични книги като „Ние“ на Евгений Замятин и „451 по Фаренхайт“ от Рей Бредбъри. Откриват се множество прилики на романа на Оруел с този на Замятин, като безспорно руската класика е повлияла Оруел.

## Светът на „1984“
Всичко в супер държавата Океания се наблюдава от Големия брат, към когото има култ към личността. Той е лидерът на партията, която реално не съществува. Партията не се интересува от нищо друго, освен от абсолютната власт. Главният герой на романа Уинстън Смит е член на Външната партия, който работи за Министерството на истината и отговаря за пропагандата. Неговата работа е да пренаписва минали статии от вестниците така, че да отговарят на партийната линия. Голяма част от това министерство се занимава с унищожаването на документи, които не са редактирани. Поради тази причина не съществува никаква съпротива срещу официално изказаната от Партията позиция. Смит е усърден и умел работник, но тайно мрази Партията и мечтае за бунт срещу Големия брат.
Сюжетът на книгата е ситуиран в Океания, една от трите супер държави в света след Глобалната война. Големи плакати на Големия брат са из цялата страна, невъзможни са изключването на множеството екрани, които непрекъснато бълват информация за „просперитета“ и военните действия, които води Океания. Има три обществени прослойки:
1. Висшата класа на Вътрешната партия, която е 2% от населението;
2. Средната класа на Външната партия, която е 13% от населението;
3. Ниската класа – пролетариат – която е 85 % от населението и представлява работническата класа.

Историята на главния герой започва на 4 април 1984 г. Въпреки това, самият той не е убеден в истинността на датата, предвид факта, че професионално променя всякакви дати, факти и новини. В книгата на основния лидер на Съпротивата Емануил Голдщайн се разкрива, че след Втората световна война, Обединеното кралство попада в гражданска война и е погълнато от една от супер държавите – Океания. Едновременно с това СССР завладява континентална Европа и обособява втората супердържава – Евразия. Източноазия е третата супер държава, която обхваща регионите на Източна и Югоизточна Азия. Трите супердържави водят непрекъсната война помежду си. Информацията с коя от тях се бие Океания непрекъснато се променя, фактите се заличават и заменят с други.
Властта е строго разпределена. Съществуват следните министерства:
- Министерство на мира – занимава се с войната и военните действия;
- Министерство на истината – занимава се с новини, забавление, образование и изкуство – изцяло пропагандни;
- Министерство на изобилието – занимава се с икономически афери (купонна система и гладуване);
- Министерство на любовта – занимава се със закона и реда, както и с мъчения и промиване на мозъци.

## Преводи на български
Първият български превод на „1984“ е направен в Лондон от Петър Увалиев, който го адаптира за радиотеатър. Драматизацията е излъчена в цяла поредица от 15 епизода по българската емисия на радио Би Би Си през пролетта и лятото на 1984 година. Поради липса на български артисти във Великобритания ролите се изпълняват от почти всички журналисти и автори, работещи по това време в българската редакция на радиото: Димитър Димитров, Люси Ню, Павлина Джоунс, Ани Арнолд и др.
Авторка на най-известния български превод на „1984“ (1989) е Лидия Йорданова Божилова-Аройо, по-късно зам.-директорка на българската секция на Би Би Си, майка на британската музикантка Мира Аройо.
1. Издание от 1989 г. в София на „Профиздат“ (с предговор „«1984» през 1989“ от Ивайло Дичев, без ISBN).
2. Издание от 2004 г. в София на „Panorama.bg“ (с предговор „Защо Oруел е актуален и през 2004-та!“ от Волен Сидеров, ISBN 954-90922-0-8, недепозирано в НБКМ).
3. Издание от 2005 г. без място на „Mediasat“ (поредица „Златна колекция XX век: Изборът на „Дневен Труд“ и „24 часа““, ISBN 84-9819-410-5).
4. Издание от 2006 г. в София на „Панорама“ (с предговор от Волен Сидеров, ISBN 954-91538-1-9, недепозирано в НБКМ).
5. Издание от 2009 г. в София на „Панорама груп“ (с предговор „Защо Oруел е актуален и през 2004-та!“ от Волен Сидеров, без ISBN, баркод 9789549092202, недепозирано в НБКМ).
6. Издание от 2009 г. в София на „Фама“ (заедно с „Фермата на животните“, ISBN 978-954-597-352-9, недепозирано в НБКМ).
7. Издание от 2016 г. в София на „Фама“ (ISBN 978-954-597-514-1, недепозирано в НБКМ).
8. Издание от 2016 г. в София на „Фама“ (заедно с „Фермата на животните“, ISBN 978-954-597-515-8, недепозирано в НБКМ).

В превода на Лидия Божилова също се забелязват някои, вече по-незначителни съкращения. Например, относно съпругата на Уинстън Смит е изпуснато сравнението на Оруел, че тя приличала на „the human sound-track“ (човешки звукозапис), което находчиво е пресътворено в руския превод на Виктор Петрович Голышев като ходещ грамофон (ходячий граммофон).
През 2002 г. издателство „Жар птица“ пуска превод на „1984“, подписан от Димитрина Стойкова-Робъртсън (вероятно псевдоним). Освен множеството печатни грешки, всъщност се разпознава развалена преработка на превода на Лидия Божилова. Например: „Партията се опитваше да унищожи сексуалния инстинкт или ако не можеше да го унищожи, да го изврати и омърси. Не знаеше защо е така, но му се струваше, че е в реда на нещата. Що се отнася до жените, усилията на партията в общи линии се увенчаваха с успех“ (Божилова). „Партията се опитваше да унищожи сексуалния инстинкт или ако не можеше да го унищожи, да го изврати и осмърди. Не знаеше защо е така, но му се струваше, че е в реда на нещата. Пон що се отнасяше до жените, усилията на партията в общи линии се увенчаваха с успех“ (Стойкова-Робъртсън).